# Station Świecie nad Wisłą
Station Świecie nad Wisłą is een spoorwegstation in de Poolse plaats Świecie.